# Людвіг Гайльман
Людвіг Гайльман (нім. Ludwig Heilmann; нар. 9 серпня 1903, Вюрцбург — пом. 26 жовтня 1959, Кемптен, Баварія) — німецький воєначальник, генерал-майор повітряно-десантних військ Німеччини в роки Другої світової війни 1939–1945. Один зі 160 кавалерів Лицарського хреста з Дубовим листям та мечами (1944).

## Біографія
3 лютого 1921 року поступив за контрактом в 21-й піхотний полк. Служив солдатом, радіооператором і унтер-офіцером з озброєння. З 1 липня 1929 року — командир взводу. З 1 липня 1934 року — командир взводу 20-го піхотного полку. З 1 жовтня 1934 року — командир роти піхотного полку «Нюрнберг», З 15 жовтня 1936 року — 63-го, з 3 серпня 1936 року — 91-го піхотного полку. З 27 серпня 1939 року служив у штабі 91-го піхотного полку. З 3 травня 1940 року — командир роти 423-го піхотного полку.
Учасник Польської і Французької кампаній. З червні-липні 1940 року навчався на 12-х парашутних курсах при парашутній школі у Віттштоку. З 14 липня 1940 року — в.о. командира 3-го батальйону 423-го піхотного полку. 1 серпня 1940 року переведений в люфтваффе і призначений командиром 3-го батальйону 3-го парашутного полку. Відзначився під час висадки на Крит. З 15 листопада 1942 року — в.о. командира 3-го парашутного полку 1-ї парашутної дивізії (затверджений на посаді 5 червня 1943 року). З 17 листопада 1944 року — в.о. командир 5-ї парашутної дивізії (затверджений на посаді 22 грудня 1944 року). 5 березня 1945 року взятий в полон англо-американськими військами в Рурському котлі. В серпні 1947 року звільнений.

## Нагороди
- Медаль «За вислугу років у Вермахті» 4-го і 3-го класу (12 років) (2 жовтня 1936) — отримав 2 медалі одночасно.
- Залізний хрест
  - 2-го класу (2 жовтня 1939)
  - 1-го класу (14 червня 1941)
- Знак парашутиста Німеччини (1940)
- Лицарський хрест Залізного хреста з дубовим листям і мечами
  - лицарський хрест (4 червня 1941)
  - дубове листя (№412; 2 березня 1944)
  - мечі (67; 15 травня 1944)
- Нарукавна стрічка «Крит»
- Німецький хрест в золоті (26 лютого 1942)
- Нагрудний знак «За поранення» в чорному
- Нагрудний знак люфтваффе «За наземний бій»
- Відзначений у Вермахтберіхт (16 березня 1944)

Військова кар'єра
- 3 лютого 1921 — солдат
- 1 листопада 1924 — обершутце
- 1 грудня 1924 — єфрейтор
- 1 травня 1925 — унтер-офіцер
- 1 липня 1929 — унтер-фельдфебель
- 1 жовтня 1927 — фельдфебель
- 1 липня 1934 — лейтенант
- 1 липня 1934 — обер-лейтенант
- 1 грудня 1935 — гауптман
- 1 серпня 1940 — майор
- 1 квітня 1942 — оберст-лейтенант
- 1 грудня 1943 — оберст
- 22 грудня 1944 — генерал-майор